# Martin-Roch-Xavier Estève
Pour les articles homonymes, voir Estève.
Martin-Roch-Xavier Estève (1772-1853) est trésorier de Napoléon Ier sous le Premier Empire.

## Biographie
Engagé en 1792, Estève commence dans les services de la « paierie aux armées », puis passe trois ans comme « directeur général-comptable des revenus publics ».
Payeur général de l'armée d'Orient, Estève suivi le premier consul dans les campagnes d'Italie et d'Égypte, et se distingua toujours par sa fidélité et son zèle à s'acquitter des emplois qui lui furent confiés.
Il fut ensuite attaché à la maison civile de Napoléon comme trésorier général de la Couronne, où il fera rentrer comme commis son futur successeur, Guillaume Peyrusse, dont il favorisera l'ascension. Il logeait en cette qualité dans le palais impérial des Tuileries. 
Trésorier du gouvernement en 1801, de l'Empereur en 1804, il est chargé après Iéna (1806) de gérer les finances prussiennes comme « administrateur-général des finances et domaines des pays conquis au-delà de l’Elbe ». Il est fait comte de l'Empire le 24 février 1809.
Disgracié en 1811, il céda sa fonction de trésorier général de la couronne au baron de La Bouillerie, qui contrairement à ce que fit son successeur, livra une partie du trésor au comte d'Artois.
En 1804, il acquiert le château d'Heudicourt qui est maintenu propriété de la famille Estève. Vers 1820, il fait planter une quadruple allée de platanes et de tilleuls dans l'"allée cathédrale d'Heudicourt". Il commissionne l'architecte-paysagiste Jean-Marie Morel pour transformer le domaine du château en jardin à l'anglaise.

### Vie familiale
Il se marie le 5 octobre 1802, en l'église Saint-Thomas d'Aquin à Paris, avec Anne-Antoinette-Françoise Villeminot (Paris, 17 avril 1784-11 février 1865), fille du banquier César-Louis-Marie Villeminot (1749-1807). De cette union, naissent trois fils :
- Napoléon-César-Xavier (Paris, 1802-26 mars 1864), conseiller général de l'Eure, marié avec Virginie Morin-Blotais.
  - Urbaine Estève (1847-1887) x Bernard de Monti de Rezé (1846-1909)
    - Henri de Monti de Rezé
- Louis-Edouard-Roch (Paris, 25 juin 1805-?), auditeur au Conseil d'État, service ordinaire de 2e classe (12 décembre 1832) au comité de la guerre et de la marine[5].
- Eugène-Martin-François Estève (né le 26 mars 1807, jour du Jeudi saint, palais des Tuileries, Paris mort en Chine le 1er juillet 1848), prêtre missionnaire de la Compagnie de Jésus dans le diocèse de Nankin[6].

## Fonctions
- Payeur général de l'armée d'Orient ;
- Trésorier général de la Couronne ;
- Administrateur-général des finances et domaines des pays conquis au-delà de l'Elbe en 1806.

## Publications
- "Mémoire sur les finances de l'Égypte, depuis sa conquête par le sultan Sélym Ier, jusqu'à celle du général en chef Bonaparte", Description de l'Égypte, État moderne, Paris, Imprimerie impériale, 1809, p.299-398. Le comte Estève a fait tirer à part 60 exemplaires de cet ouvrage.

## Titres
- Comte de l'Empire le 24 février 1809.

## Distinctions
- Officier de la Légion d'honneur ;
- Trésorier de la 1re cohorte de la Légion d'honneur.

## Hommage
« Il m'était chaudement attaché ; il m'eût conduit mon trésor par force à Fontainebleau. S'il ne l'eût pu, il l'aurait enterré, jeté dans les rivières, distribué, plutôt que de le livrer. »

— Napoléon Ier, Le Mémorial de Sainte-Hélène, 2 juin 1816.

## Armoiries
« Écartelé : au 1 du quartier des Comtes Officiers de la Maison de l'Empereur ; au 2, de gueules, à une étoile d'argent ; au 3, de gueules, à une levrette passant, colletée et contournée d'argent ; au 4, d'azur, à une tête d'ibis (« ou d'Isis ») d'or. »

« Écartelé: aux 1 et 4, d'azur, à une tête d'Isis d'or; au 2, de gueules, à une étoile d'argent; au 3, de gueules, à un lévrier passant et contourné d'argent colleté. »